# Chamechaude
Chamechaude é a montanha mais alta do Maciço da Chartreuse no departamento de Isère. É a quarta montanha mais proeminente da França Metropolitana e o ultra dos Alpes com menor altitude, com 2082 metros.

## Toponímia
O nome Chamechaude vem de Chame chaulve, que pode ser interpretado como "desprovido de vegetação", do latim culmen ("pico, elevação rochosa") e designando mais especificamente um pasto e o cume que o domina, ele também dá a palavra chaume ("restolho"). A alteração do nome antecede o século XIX. Contudo, às vezes ainda se encontra o latim "calvus" para explicar a etimologia do "quente", o que o tornaria o "pasto ensolarado da montanha", uma explicação considerada improvável.